# 367 هـ
367 هـ هي سنة في التقويم الهجري امتدت مقابلةً في التقويم الميلادي بين سنتي 977 و978.

## وفيات
- أبو القاسم النصرآباذي
- ابن القوطية
- ابن حوقل
- ابن محمويه
- محمد بن إسحاق بن السليم

- ابن قوطية